# Asesinato de Javier Viteri
Javier Slater Viteri Albuquerque (Machala, 28 de julio de 1997 - Arenillas, 27 de mayo de 2020) fue un joven ecuatoriano de 22 años que murió asesinado en Arenillas el 27 de mayo de 2020 tras un ataque homofóbico. El hecho recibió amplia cobertura mediática debido a la brutalidad del ataque contra Viteri, quien recibió 89 puñaladas antes de morir. Las investigaciones posteriores determinaron que el crimen fue cometido por Hilmar Corozo, un conscripto militar de 19 años con quien Viteri había acordado tener un encuentro sexual horas antes. Corozo fue sentenciado a 34 años y ocho meses de cárcel el 7 de julio de 2021.

## Trasfondo
Javier Viteri era un muchacho de 22 años originario de Machala que trabajaba como auxiliar de odontología en el consultorio de una prima suya. Años antes había iniciado la carrera de medicina en Cuenca, pero tuvo que dejarla por problemas con su familia, quienes lo maltrataban y lo internaron en una clínica de deshomosexualización tras enterarse de su orientación sexual, luego de lo cual lo echaron de casa. En 2019 se mudó a Arenillas.
Viteri había estado chateando con Hilmer Corozo, quien se convertiría en su asesino, al menos un día antes del crimen a través de Facebook Messenger.

## Asesinato
En el transcurso del 27 de mayo, Viteri concretó un encuentro sexual a las 10 de la noche con Corozo, a quien le pasó la dirección de su domicilio a través de un mensaje. Al llegar el momento del encuentro Viteri se encontraba jugando videojuegos con tres amigos, por lo que les pidió que se marcharan mientras recibía a Corozo. Ellos se quedaron esperando en un portón cerca de la casa. Menos de cuarenta minutos después de haber llegado, Corozo escapó corriendo del lugar con una mochila que le pertenecía a uno de los amigos de Viteri, por lo que ellos empezaron a perseguirlo. Sin embargo, perdieron el rastro cerca del Batallón Fuerte Militar Arenillas, de donde Corozo se había fugado para encontrarse con Viteri.
Al volver a su departamento, los amigos de Viteri tocaron la puerta sin obtener respuesta, por lo que forzaron la puerta y hallaron el cadáver. Además encontraron tres armas cortopunzantes manchadas de sangre y preservativos usados. La autopsia reveló que Viteri había recibido entre 80 y 90 puñaladas en la espalda, abdomen, tórax y cuello. Dado que Viteri había abierto su cuenta de Facebook desde el celular de su primo, pudieron revisar las conversaciones que había tenido y así descubrir la identidad de Corozo.
Corozo se refugió en el Batallón Fuerte Militar Arenillas, donde fue detenido al día siguiente luego de un allanamiento. Posteriormente fue identificado como el asesino por los tres amigos de Viteri. Adicionalmente se encontró en su poder el teléfono celular de Viteri, que luego de una pericia se confirmó que tenía rastros de sangre de la víctima.

## Proceso judicial
Luego de la detención de Corozo, la Fiscalía inició la investigación del crimen como un asesinato por robo. Sin embargo, esta decisión fue criticada por activistas LGBT, quienes pidieron que el crimen fuera reconocido como un delito de odio. También aseveraron que el robo de la mochila era solo un distractor y que el hecho de que Corozo hubiera propinado 89 puñaladas a Viteri demostraba que estaba motivado por el odio. El Consejo Nacional para la Igualdad de Género también se mostró en contra de la decisión de la Fiscalía y aseveró que no reconocer el asesinato como un crimen de odio "invisibiliza las características particulares de la víctima (Javier) y la posible motivación que pudo causar la infracción penal por odio", opinión compartida por la Defensoría del Pueblo.
Durante una prueba psicológica realizada por la Fiscalía, Corozo admitió ser el autor del crimen y aseveró haber asesinado a Viteri por haberse sentido "intimidado".
El juez Guido Vaca inició el juicio contra Corozo por el delito de asesinato el 31 de julio de 2020. Inicialmente se esperaba que se conociera la sentencia el 16 de junio de 2021, pero esta audiencia fue aplazada luego de que el abogado defensor de Corozo manifestara que había contraído COVID-19. El 7 de julio de 2021 se realizó finalmente la audiencia de juzgamiento en contra de Corozo en la Corte Provincial de Machala. Familiares y compañeros de Viteri realizaron ese día un plantón exigiendo justicia por su muerte en los exteriores de la Corte. Corozo fue sentenciado a 34 años y ocho meses de cárcel por el asesinato.